# Bernard Schmetz
Bernard Jules Robert Schmetz (Orleães, 21 de março de 1904 – Paris, 11 de junho de 1966) foi um esgrimista francês que conquistou a medalha de ouro nas Olimpíadas de 1932, além de ganhar mais duas medalhas olímpicas: prata em 1928 e bronze em 1936. Também teve destaque em campeonatos mundiais, onde conquistou múltiplas medalhas, incluindo dois títulos, um individual e outro por equipes.
Por suas contribuições, recebeu a condecoração de Comandante do Mérito Desportivo e Cavaleiro da Ordem Nacional da Legião de Honra.

## Palmarès
Jogos Olímpicos
| Ano  | Local       | Evento             | Posição | Ref.  |
| ---- | ----------- | ------------------ | ------- | ----- |
| 1932 | Los Angeles | Espada por equipes | 1.ª     | [ 3 ] |
| 1928 | Amesterdão  | Espada por equipes | 2.ª     | [ 3 ] |
| 1936 | Berlim      | Espada por equipes | 3.ª     | [ 3 ] |

Campeonatos Mundiais
| Ano  | Local     | Evento             | Posição | Ref.  |
| ---- | --------- | ------------------ | ------- | ----- |
| 1937 | Paris     | Espada individual  | 1.ª     | [ 4 ] |
| 1938 | Piešťany  | Espada por equipes | 1.ª     | [ 4 ] |
| 1931 | Viena     | Espada individual  | 2.ª     | [ 4 ] |
| 1931 | Viena     | Espada por equipes | 2.ª     | [ 4 ] |
| 1933 | Budapeste | Espada por equipes | 2.ª     | [ 4 ] |
| 1937 | Paris     | Espada por equipes | 2.ª     | [ 4 ] |
| 1930 | Lieja     | Espada por equipes | 3.ª     | [ 4 ] |
| 1933 | Budapeste | Espada individual  | 3.ª     | [ 4 ] |
| 1938 | Piešťany  | Espada individual  | 3.ª     | [ 4 ] |